# Czulice (gromada)
Czulice – dawna gromada, czyli najmniejsza jednostka podziału terytorialnego Polskiej Rzeczypospolitej Ludowej w latach 1954–1972.
Gromady, z gromadzkimi radami narodowymi (GRN) jako organami władzy najniższego stopnia na wsi, funkcjonowały od reformy reorganizującej administrację wiejską przeprowadzonej jesienią 1954 do momentu ich zniesienia z dniem 1 stycznia 1973, tym samym wypierając organizację gminną w latach 1954–1972.
Gromadę Czulice z siedzibą GRN w Czulicach utworzono – jako jedną z 8759 gromad na obszarze Polski – w powiecie krakowskim w woj. krakowskim, na mocy uchwały nr 22/IV/54 WRN w Krakowie z dnia 6 października 1954. W skład jednostki weszły obszary dotychczasowych gromad Czulice, Głęboka, Karniów i Wróżenice ze zniesionej gminy Ruszcza w tymże powiecie. Dla gromady ustalono 13 członków gromadzkiej rady narodowej.
13 listopada 1954 (z mocą od 1 października 1954) gromada weszła w skład nowo utworzonego powiatu proszowickiego.
1 stycznia 1956 gromadę włączono z powrotem do powiatu krakowskiego.
30 czerwca 1960 z gromady Czulice wyłączono wieś Wróżenice włączając ją do gromady Wyciąże, po czym gromadę Czulice zniesiono a jej (pozostały) obszar włączono do nowo utworzonej gromady Kocmyrzów.